# Cardinal Health
Cardinal Health ist ein Pharmazieunternehmen in den Vereinigten Staaten mit Firmensitz in Dublin, Ohio und international tätig. Das Unternehmen ist im Finanzindex S&P 500 gelistet. Cardinal Health gehört neben dem Unternehmen McKesson zu den größten Pharmazieunternehmen in den Vereinigten Staaten.
Das Unternehmen wurde 1971 unter dem Firmennamen Cardinal Foods in Columbus, Ohio, durch Robert D. Walter als Lebensmittelgroßhandel gegründet. 1979 erwarb das Unternehmen das Pharmazieunternehmen Bailey Drug Company und verkaufte Medikamente unter dem Firmennamen Cardinal Distribution, Incorporated. Cardinal Health verkauft neben Medikamenten auch medizinische Geräte und stattet Krankenhäuser, Arztpraxen und Gesundheitszentren entsprechend der Produktpalette aus.
Cardinal Health beschäftigt über 49.500 Mitarbeiter (2019) in 26 Ländern und 350 Standorten weltweit.

## Strafzahlungen
Im seit Jahren andauernden Rechtsstreit um süchtig machende Schmerzmittel haben neben Johnson & Johnson die Arzneimittelgroßhändler McKesson, AmerisourceBergen und Cardinal Health einen milliardenschweren Vergleich mit zahlreichen Klägern akzeptiert. Die Arzneimittelgroßhändler McKesson, AmerisourceBergen und Cardinal Health sowie Johnson & Johnson könnten dabei letztlich bis zu 26 Milliarden Dollar zahlen, wie New Yorks Generalstaatsanwältin Letitia James und Generalstaatsanwälte aus etlichen anderen US-Bundesstaaten im Juli 2021 verkündeten.